# Villar Focchiardo
Villar Focchiardo är en ort och kommun i storstadsregionen Turin, innan 2015 provinsen Turin, i regionen Piemonte, Italien. Kommunen hade 1 987 invånare (2017).